# Feleacu
Feleacu je rumunská obec v župě Kluž. Žije zde přibližně 5 700 obyvatel. Obec se skládá z pěti částí.

## Části obce
- Feleacu – 3 169 obyvatel
- Casele Micești – 34 obyvatel
- Gheorghieni – 1 325 obyvatel
- Sărădiș – 73 obyvatel
- Vâlcele – 1 092 obyvatel